# Navegantes (álbum)
Navegantes es el segundo álbum de estudio de la banda  mexicana Camilo Séptimo. Se lanzó oficialmente el 23 de enero de 2019 en formato físico, disco de vinilo y digital en México. Fue escrito por los tres miembros de la banda —Manuel, Jonathan y Erik—, además de Luis Jiménez de Los Mesoneros. La distribución estuvo a cargo de Warner Chappell Music.
Contiene 10 canciones originales, del cual se extrajeron cinco sencillos; «Me dejas caer», «Frecuencia», «Inconsciente», «Paralelo» y «Fantasmas», aunque también destacaron temas como «Pulso» y «Contacto». Fue producido por Mario Miranda. El álbum está fuertemente inspirado en bandas del pop sintético de los años 80 como The Human League o Tears For Fears.

## Antecedentes
Con su segundo álbum, la banda logró una notable fusión de elementos del pasado y del futuro, integrando ritmos retro con sonoridades contemporáneas, mientras preservaba su identidad musical. Este LP, compuesto por 10 canciones, volvió a abordar el tema del amor, incorporando una estética inspirada en los años ochenta. La pista de apertura, «Contacto», presentó un ritmo bailable y narró una historia de amor que exploraba la distancia desde una perspectiva fantasiosa relacionada con el espacio. «Pulso» retomó la atmósfera del álbum anterior, añadiendo un matiz tropical que evocaba un viaje por carretera en compañía de un ser querido. Otras composiciones, como «Me dejas caer» y «Frecuencia», mantuvieron esta línea, utilizando una abundante instrumentación de teclados y sintetizadores.

## Recepción
En el sitio web Rate Your Music recibió una puntuación de 3.14 sobre 5 estrellas.

## Lista de canciones
| N.º   | Título          | Escritor(es)                       | Duración |  |
| 1.    | «Contacto»      | Manuel · Jonathan · Erik · Jiménez | 4:25     |  |
| 2.    | «Pulso»         | Manuel · Jonathan · Erik · Jiménez | 3:44     |  |
| 3.    | «Me dejas caer» | Manuel · Jonathan · Erik           | 5:02     |  |
| 4.    | «Noche eterna»  | Manuel · Jonathan · Erik           | 4:20     |  |
| 5.    | «Fantasmas»     | Manuel · Jonathan · Erik           | 4:12     |  |
| 6.    | «Paralelo»      | Manuel · Jonathan · Erik           | 4:56     |  |
| 7.    | «Remordimiento» | Manuel · Jonathan · Erik           | 3:45     |  |
| 8.    | «Frecuencia»    | Manuel · Jonathan · Erik           | 4:38     |  |
| 9.    | «Perdernos»     | Manuel · Jonathan · Erik           | 4:35     |  |
| 10.   | «Inconsciente»  | Manuel · Jonathan · Erik           | 5:03     |  |
| 44:40 |                 |                                    |          |  |

## Historial de lanzamiento
| País   | Fecha               | Formato(s)            | Sello                 | Ref.  |
| ------ | ------------------- | --------------------- | --------------------- | ----- |
| México | 23 de enero de 2019 | CD + Descarga digital | Warner Chappell Music | [ 4 ] |